# Landsat 9
A Landsat 9 amerikai földfigyelő műhold, a Landsat program kilencedik műholdja. 2021. szeptember 27-én indították Atlas–5 hordozórakétával. Szenzorai a Landsat 8-hoz hasonlóak (multispektrális szkenner és egy távoli infravörös érzékelő).

## Szenzorok

### OLI–2[1]
A műholdon elhelyezett Operational Land Imager (OLI) multispektrális szenzort a Ball Aerospace & Technologies készítette. Az érzékelő kilenc spektrális sávval rendelkezik. A terepi felbontása 30 m, kivéve az egy pánkromatikus sávot, ahol a terepi felbontás 15 m. Az OLI–2 radimoetrikus felbontása 14 bites (a Landsat 8-nál 12 bites), így egy pixelen 16 384 intenzitásértéket tud ábrázolni.
| Spektrális sáv          | Hullámhossz (µm) | Terepi felbontás (m) |
| ----------------------- | ---------------- | -------------------- |
| 1. – Coastal/Aerosol    | 0,435–0,451      | 30                   |
| 2. – Kék                | 0,452–0,512      | 30                   |
| 3. – Zöld               | 0,533–0,590      | 30                   |
| 4. – Vörös              | 0,636–0,673      | 30                   |
| 5. – Közeli infravörös  | 0,851–0,879      | 30                   |
| 6. – Közepes infravörös | 1,566–1,651      | 30                   |
| 7. – Távoli infravörös  | 2,107–2,294      | 30                   |
| 8. – Pánkromatikus      | 0,503–0,676      | 15                   |
| 9. – Cirrus             | 1,363–1,384      | 30                   |

### TIRS–2[3]
A Thermal Infrared Sensor (TIRS) a távili infravörös tartományban, push-broom elven működő kétsávos hőképalkotó berendezés, amelyet a Goddard Űrközpont fejlesztett. Ez a Landsat 8-on alkalmazott TIRS szenzor továbbfejlesztett, javított változata. A berendezés látószöge 15°, ezzel a felszínen 185 km-es sávot képes átfogni. Az optikai rendszer fókuszpontjában elhelyezett szenzoron az összegyűjtött fénynyaláb 1850 pixeles szenzort fog át, így a terepi felbontás 100 m. A berendezés szenzorai az érzékenység fokozása érdekében hűtöttek, a működési hőmérsékletük 43 K (–230°C). A hőképalkotó radiometrikus felbontása az OLI–2-höz hasonlóan 14 bites.